# Franz Held
Franz Held (født 6. maj 1948 i Passau, Tyskland) er en tysk tidligere roer.
Held vandt en bronzemedalje for Vesttyskland i firer uden styrmand ved OL 1972 i München. De tre øvrige medlemmer af båden var Joachim Ehrig, Peter Funnekötter og Wolfgang Plottke. Den vesttyske båd kom ind på tredjepladsen i finalen, hvor Østtyskland vandt guld, mens New Zealand tog sølvmedaljerne. Han deltog også ved OL 1968 i Mexico City i disciplinen toer uden styrmand.
Held vandt desuden en EM-bronzemedalje i otter i 1969 og en bronzemedalje i firer uden styrmand i 1971.

## OL-medaljer
- 1972:  Bronze i firer uden styrmand